# Museo textil kurdo
El Museo textil kurdo es un museo dedicado a los textiles producidos en el Kurdistán iraquí una región autónoma en el norte del país asiático de Irak. Fue establecido en 2004 y se encuentra en una mansión reformada en un barrio al sureste de la ciudadela de Arbil.